# Réacteur S6W

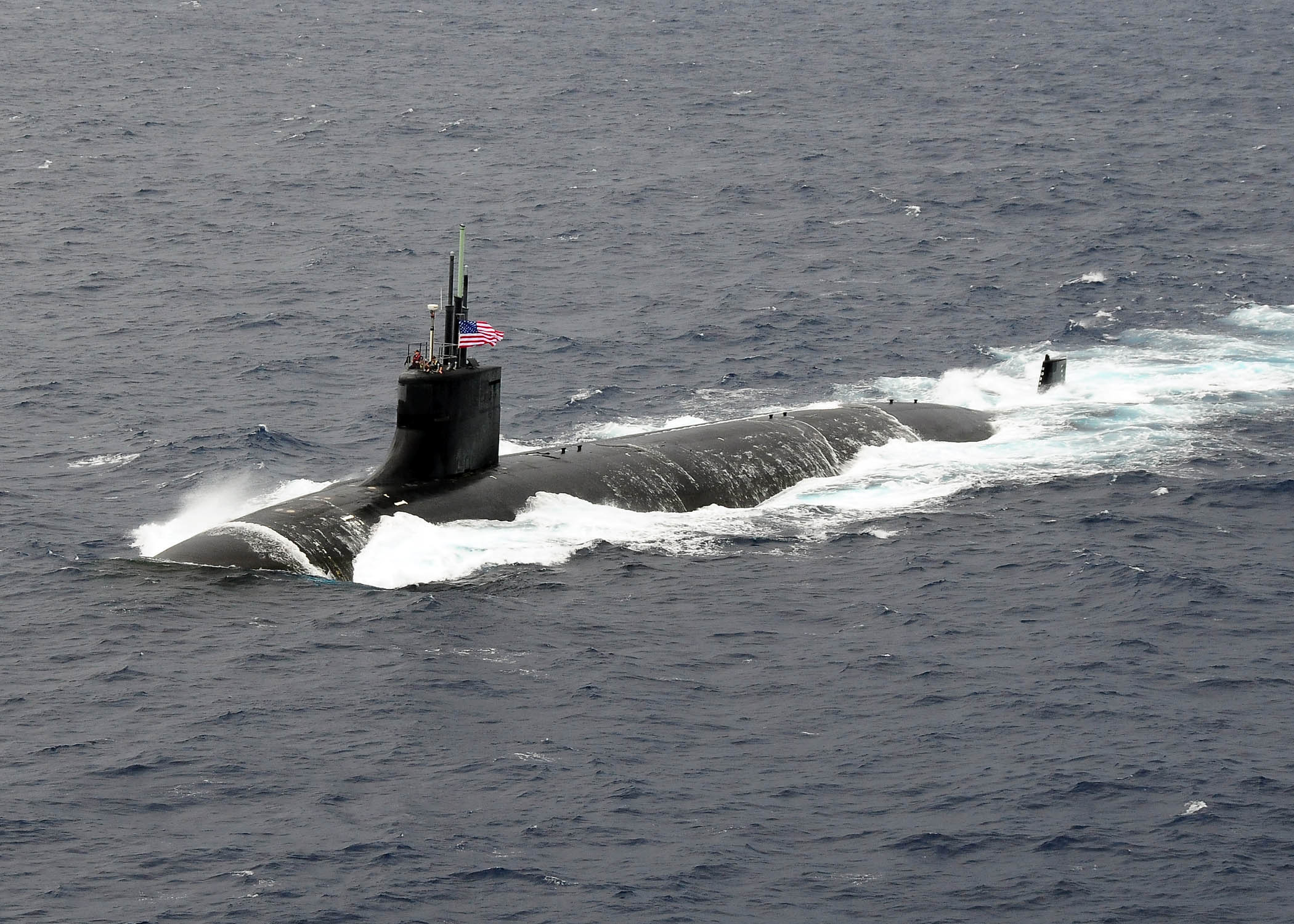
L'USS Connecticut (SSN-22) de la classe Seawolf dans le Pacifique en novembre 2009.

Le S6W Reactor est un réacteur nucléaire conçu par Westinghouse Electric et utilisé par l’United States Navy pour fournir de l’électricité ainsi que la propulsion sur les sous-marins de la classe Seawolf. Il s’agit d’un réacteur à eau pressurisée.

## Description
L’acronyme S6W signifie :
- S = sous-marin (Submarine) ;
- 6 = numéro de la génération pour le fabricant ;
- W = Westinghouse Electric pour le nom du fabricant.

Les cœurs de ces réacteurs furent développés au Knolls Atomic Power Laboratory (en) dans l'état de New York. Un réacteur S6W développe 26,1 MW de puissance.
Les trois sous-marins de la classe Seawolf furent équipés de ces réacteurs, à raison d'une unité par navire. Ils sont en 2014 tous les trois en service.